# Liste der Biografien/Reiz
Liste der Biografien |
Portal Biografien |
Personensuche
# |
A |
B |
C |
D |
E |
F |
G |
H |
I |
J |
K |
L |
M |
N |
O |
P |
Q |
R |
S |
T |
U |
V |
W |
X |
Y |
Z |
?
 
Ra |
Rb |
Rd |
Re |
Rh |
Ri |
Rj |
Rk |
Rl |
Rm |
Rn |
Ro |
Rr |
Rs |
Rt |
Ru |
Rv |
Rw |
Rx |
Ry |
Rz
 
Rea |
Reb |
Rec |
Red |
Ree |
Ref |
Reg |
Reh |
Rei |
Rej |
Rek |
Rel |
Rem |
Ren |
Reo |
Rep |
Req |
Rer |
Res |
Ret |
Reu |
Rev |
Rew |
Rex |
Rey |
Rez
 
Reib |
Reic |
Reid |
Reie |
Reif |
Reig |
Reih |
Reij |
Reik |
Reil |
Reim |
Rein |
Reip |
Reir |
Reis |
Reit |
Reiv |
Reiw |
Reix |
Reiz
Die Liste der Biografien führt alle Personen auf, die in der deutschsprachigen Wikipedia einen Artikel haben. Dieses ist eine Teilliste mit 11 Einträgen von Personen, deren Namen mit den Buchstaben „Reiz“ beginnt.

## Reiz
- Reiz, Friedrich Wolfgang (1733–1790), deutscher Philologe und Altertumswissenschaftler

### Reize
- Reize, Andreas (* 1975), Schweizer DirigentAndreas Reize (* 1975)

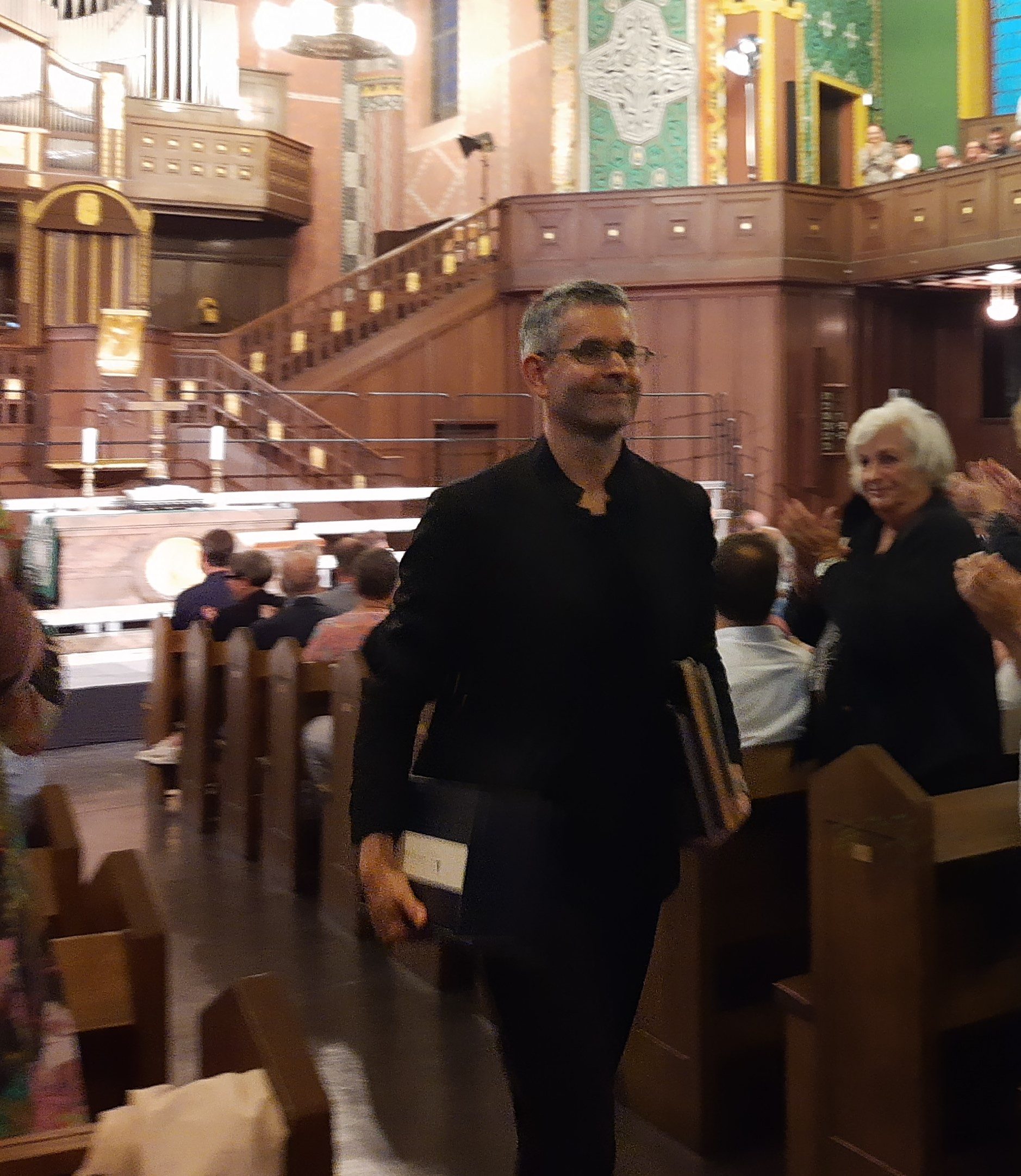
Andreas Reize (* 1975)

- Reize, Dorothée (* 1954), Schweizer Schauspielerin und Sängerin
- Reize, Silvia (1948–2012), Schweizer Schauspielerin
- Reizei (950–1011), 63. Tennō von Japan (967–969)
- Reizei no Tamesuke (1263–1328), japanischer Waka-Poet
- Reizenstein, Franz (1911–1968), deutsch-britischer Komponist und Pianist
- Reizer, Pál (1943–2002), rumänischer Geistlicher, römisch-katholischer Bischof von Satu Mare, Rumänien

### Reizi
- Reiziger, Daan (* 2001), niederländischer Fußballtorhüter
- Reiziger, Michael (* 1973), niederländischer Fußballspieler

### Reizn
- Reizniece, Dana (* 1981), lettische Schachspielerin und Politikerin, Mitglied der Saeima